# U-8
O Unterseeboot 8 foi um submarino alemão que serviu na Kriegsmarine durante a Segunda Guerra Mundial. Realizou somente uma patrulha de guerra a foram abertos buracos em seu casco para afundar no dia 2 de Maio de 1945 no Raederschleuse em Wilhelmshaven.

## Comandantes
| Comandante                          | Data                                            |
| ----------------------------------- | ----------------------------------------------- |
| Harald Grosse                       | 13 de Agosto de 1935 - 3 de Novembro de 1936    |
| Georg Peters                        | 24 de Junho de 1938 - 5 de Setembro de 1939     |
| Kptlt. Otto Schuhart                | 2 de Setembro de 1938 - 29 de Outubro de 1938   |
| Wolf-Harro Stiebler                 | 6 de Setembro de 1939 - 13 de Outubro de 1939   |
| Kptlt. Heinrich Lehmann-Willenbrock | 14 de Outubro de 1939 - 30 de Novembro de 1939  |
| Georg-Heinz Michel                  | 1 de Dezembro de 1939 - 4 de Maio de 1940       |
| Kptlt. Eitel-Friedrich Kentrat      | 5 de Maio de 1940 - 7 de Junho de 1940          |
| Heinz Stein                         | 5 de Junho de 1940 - 9 de Junho de 1940         |
| Walter Kell                         | 10 de Junho de 1940 - 6 de Julho de 1940        |
| Hans-Jürgen Zetzsche                | 7 de Julho de 1940 - 28 de Julho de 1940        |
| Walter Kell                         | 13 de Setembro de 1940 - 17 de Dezembro de 1940 |
| Kptlt. Heinrich Heinsohn            | 18 de Dezembro de 1940 - 25 de Abril de 1941    |
| Kptlt. Ulrich Borcherdt             | 26 de Abril de 1941 - 22 de Maio de 1941        |
| Rolf Steinhaus                      | 23 de Maio de 1941 - 31 de Julho de 1941        |
| Horst Deckert                       | 1 de Agosto de 1941 - 16 de Maio de 1942        |
| Rudolf Hoffmann                     | 17 de Maio de 1942 - 15 de Março de 1943        |
| Oblt. Alfred Werner                 | 16 de Março de 1943 - 12 de Maio de 1944        |
| Oblt. Jürgen Iversen                | 13 de Maio de 1944 - 24 de Novembro de 1944     |
| Oblt. Jürgen Kriegshammer           | 25 de Novembro de 1944 - 31 de Março de 1945    |

## Carreira

### Subordinação
| 1 de Setembro de 1935 - 1 de Agosto de 1939  | U-Bootschulflottille       |
| 1 de Setembro de 1939 - 3 de Janeiro de 1940 | U-Bootschulflottille       |
| 4 de Janeiro de 1940 - 12 de Abril de 1940   | U-Abwehrschule             |
| 13 de Abril de 1940 - 30 de Junho de 1940    | 1. Unterseebootsflottille  |
| 1 de Julho de 1940 - 17 de Dezembro de 1940  | 24. Unterseebootsflottille |
| 18 de Dezembro de 1940 - 8 de Maio de 1945   | 22. Unterseebootsflottille |

### Patrulhas
|       | Comandante                     | Partida            | Partida     | Chegada            | Chegada     | Dias    |
| ----- | ------------------------------ | ------------------ | ----------- | ------------------ | ----------- | ------- |
| 1     | Kptlt. Eitel-Friedrich Kentrat | 19 de maio de 1940 | Kiel        | 5 de junho de 1940 | em alto mar | 18 dias |
| 1     | Heinz Stein                    | 5 de junho de 1940 | em alto mar | 7 Jun 1940         | Kiel        | 3 dias  |
| Total | Total                          | Total              | Total       | Total              | Total       | 21 dias |